# کومبرلند (ویسکانسین)
کومبرلند، ویسکانسین  (به انگلیسی: Cumberland) شهری در شهرستان بارون ایالت ویسکانسین است که در سال ۱۸۸۵ بنیان‌گذاری شده‌است. این شهر طبق سرشماری سال ۲۰۱۰ میلادی ۲٬۱۷۰ نفر جمعیت داشته‌است.